# 唐儼
唐儼（?—?），明朝全州諸生（今廣西省全縣）人。
父唐蔭曾任柳州知州，年老病重，醫藥罔效。當時唐儼年僅十二歲，割肉给父亲作药用。其父服用後，立即痊癒。唐儼之妻鄧氏，見唐儼的繼母生病，“持剪刀割肋肉（乳房）以进。”州官县官聞訊前來慰問。這些事蹟被畫入《百孝图》。

## 延伸阅读
[在维基数据编辑]
 《明史卷二百九十七》，出自《明史》